# 奥克萨娜·谢列赫梅捷娃
奥克萨娜·奥列戈芙娜·谢列赫梅捷娃（俄语：Окса́на Оле́говна Селехме́тьева，羅馬化：Oksana Olegovna Selekhmeteva，俄語發音：[ɐˈksanə sʲɪlʲɪˈxmʲetʲɪ̯ɪvə]，2003年1月13日—），俄罗斯女子网球运动员。截至2025年4月，谢列赫梅捷娃在ITF女子世界网球巡回赛上获得了3个单打和8个双打冠军。

## 青少年时期
作为一名青少年选手，谢列赫梅捷娃在单打比赛中取得了78胜44负的战绩，在双打比赛中取得了83胜31负的战绩，并在2021年1月达到了青少年综合排名世界第7的最高排名。谢列赫梅捷娃在青少年大满贯双打比赛中赢得了两个冠军：2019年美国网球公开赛（与卡米拉·巴托内合作）和2021年法国网球公开赛（与亚历克莎·埃亚拉搭档）。她还和巴托内搭档打入了2019年温布尔登网球锦标赛青少年双打比赛的决赛。
她代表俄罗斯队参加了2018年夏季青年奥林匹克运动会，作为非种子选手打入了1/4决赛，并成为唯一一位从最终金牌得主卡娅·尤万手中赢下一盘的选手。

## 职业生涯
2018年，谢列赫梅捷娃参加了她的首个职业赛事——在圣库加特举行的ITF女子巡回赛1.5万美元级别比赛。尽管当时没有排名，她仍通过资格赛闯入正赛，并击败了两名世界排名前800的选手。这是她当年唯一参加的职业赛事。
2019年，她参加了更多的ITF赛事，同时继续参与青少年比赛。她在本土举行的聖彼得堡公開賽上完成了自己的WTA巡回赛首秀，但在一场激烈的三盘大战中输给了世界排名第194位的玛格达莱娜·弗雷希。随后，她在ITF巡回赛2.5万美元级别的RWB女子网球杯中首次打入四分之一决赛，击败了3号种子奥尔加·扬丘克。
同年，谢列赫梅捷娃凭借外卡参加了她的第二场WTA巡回赛——克里姆林杯的资格赛。这一次，她以直落两盘输给了好友波利娜·库德梅托娃。
由于新冠疫情导致巡回赛暂停，她直到9月才在西班牙马贝拉的ITF2.5万美元级别赛事中打入了当年的首个单打八强。她的首个职业冠军也来自同一赛事，她与阿林娜·恰拉耶娃搭档赢得了双打冠军。随后，她在西班牙拉斯帕尔马斯的另一场2.5万美元级别赛事中再次打入四分之一决赛。

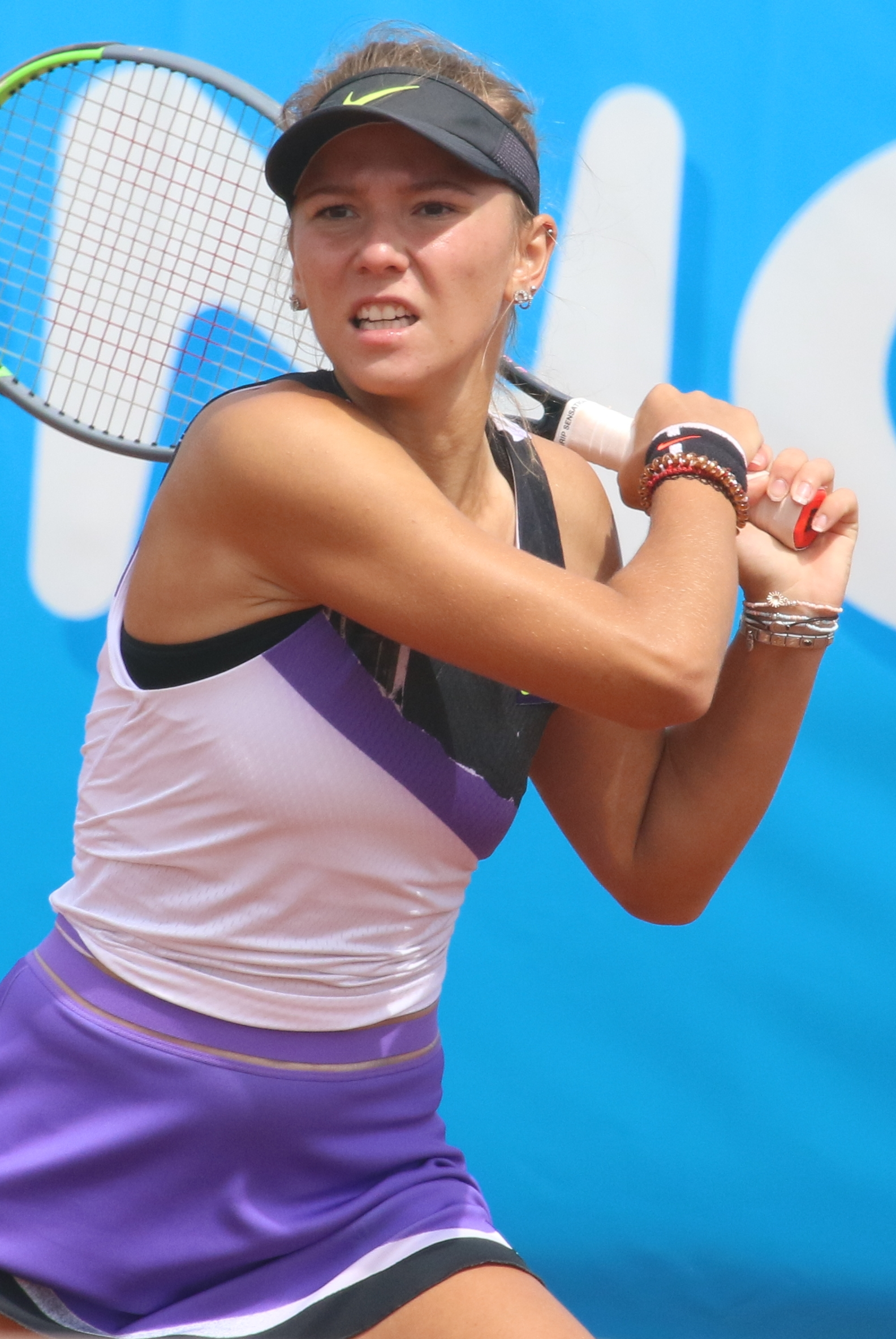
谢列赫梅捷娃在2021年

2021年，谢列赫梅捷娃在马纳科尔的ITF1.5万美元级别赛事中首次打入职业单打决赛，期间击败了好友亚历克莎·埃亚拉。她在决赛中直落两盘击败了苏珊·拉门斯夺冠。在双打方面，她延续了从2020年开始的19连胜，与安赫拉·菲塔·博卢达搭档在马纳科尔赢得了两个冠军。
在2021年法网青少年组比赛中打入半决赛并赢得双打冠军后（与埃亚拉搭档），她专注于职业赛事，不再参加青少年比赛。她的下一站是ITF女子6万美元级别的蒙彼利埃网球公开赛，她在资格赛中仅丢15局，闯入职业生涯最高级别赛事八强。最终，她以直落两盘输给了2号种子玛雅·谢里夫。随后，她参加了ITF10万美元级别的大东部88网球公开赛，成功从资格赛突围，并在首轮击败了世界排名第98位的玛蒂娜·特雷维桑——后者曾是2020年法网四强选手，这也是她职业生涯的最大胜利。连续三次出色的表现使她在比亚里茨网球公开赛（6万美元级别）中获得亚军，从资格赛开始连赢六场且均为直落两盘，打入职业生涯迄今为止最重要的决赛。然而，她在决赛中输给了头号种子弗朗西丝卡·琼斯，但与卡米拉·巴托内搭档赢得了双打冠军 。
尽管休息了一个月，谢列赫梅捷娃在ITF马斯帕洛马斯站再次打入6万美元级别的四分之一决赛，这次她再次面对谢里夫，虽然输掉了比赛，但拿下了一盘。此外，她还与叶林娜·阿瓦涅相搭档赢得了职业生涯迄今为止最重要的双打冠军。她继续取得优异成绩，在巴伦西亚国际网球公开赛（8万美元级别）中打入单打半决赛，过程中两次击败世界排名前200的选手，最终她的连胜被冠军特雷维桑终结。随后，她再次打入双打决赛，这次与安赫拉·菲塔·博卢达搭档。
接下来，她在ITF法国勒布尔（8万美元级别）中打入半决赛，但以直落两盘输给了邦达尔·安娜。凭借这一年的表现，谢列赫梅捷娃获得了克里姆林宫杯资格赛的外卡，并在首轮击败阿林娜·罗季奥诺娃，取得了她的首场WTA巡回赛胜利。她在资格赛中直落两盘击败了季阿娜·施耐德，锁定了自己的首个WTA巡回赛正赛席位。在正赛首轮，她面对世界排名第32位的韦罗妮卡·库德梅托娃，但最终在三盘大战中落败。
谢列赫梅捷娃在2022年法国网球公开赛中通过资格赛晋级，首次亮相大满贯正赛，但在首轮比赛中输给了卡娅·尤万。
作为资格赛选手，她在2024年布拉格网球公开赛上时隔两年再次取得WTA巡回赛正赛胜利，先后击败了巴尔博拉·帕利佐娃和卡辛卡·冯·戴希曼，闯入四分之一决赛，最终在三盘大战中不敌 劳拉·萨姆松。凭借这一成绩，她在2024年7月29日重返世界排名前200位。

## ITF巡回赛决赛

### 单打：5次（3个冠军，2个亚军）
| 图例             |
| ---------------- |
| W60/75赛事 (2–2) |
| W15赛事 (1–0)    |

| 按场地分类的决赛 |
| ---------------- |
| 硬地 (1–0)       |
| 红土 (2–2)       |

| 结果 | 胜–负 | 日期      | 赛事                     | 级别 | 场地类型 | 对手            | 比分          |
| ---- | ----- | --------- | ------------------------ | ---- | -------- | --------------- | ------------- |
| 胜   | 1–0   | 2021年2月 | ITF马纳科尔，西班牙      | W15  | 硬地     | 苏珊·拉门斯     | 6–3, 6–2      |
| 负   | 1–1   | 2021年7月 | 比阿里茨网球公开赛, 法国 | W60  | 红土     | 弗朗西丝卡·琼斯 | 4–6, 6–7(4–7) |
| 胜   | 2–1   | 2022年7月 | 蒙彼利埃公开赛, 法国     | W60  | 红土     | 卡捷琳娜·班德尔 | 6–3, 5–7, 7–5 |
| 负   | 2–2   | 2024年7月 | 蒙彼利埃公开赛, 法国     | W75  | 红土     | 玛雅·赫瓦林斯卡 | 3–6, 2–6      |
| 胜   | 3–2   | 2024年7月 | 罗马, 意大利             | W75  | 红土     | 莉娜·乔尔切斯卡 | 6–1, 7–6(3)   |

### 双打：14次（8个冠军，6个亚军）
| 图例          |
| ------------- |
| W80赛事 (0–1) |
| W60赛事 (3–3) |
| W25赛事 (1–1) |
| W15赛事 (4–1) |

| 按场地分类的决赛 |
| ---------------- |
| 硬地 (3–2)       |
| 红土 (5–4)       |

| 结果 | 胜–负 | 日期       | 赛事                              | 级别   | 场地类型 | 搭档               | 对手                                       | 比分                   |
| ---- | ----- | ---------- | --------------------------------- | ------ | -------- | ------------------ | ------------------------------------------ | ---------------------- |
| 胜   | 1–0   | 2020年9月  | ITF马贝拉，西班牙                 | 25,000 | 红土     | 阿林娜·恰拉耶娃    | 米里亚姆·布尔加鲁 维多利亚·穆恩特安        | 6–3, 6–2               |
| 胜   | 2–0   | 2020年10月 | ITF普拉贾达罗，西班牙             | 15,000 | 红土     | 阿林娜·恰拉耶娃    | 阿尔芭·卡里略·马林 胡莉娅·帕约拉           | 5–7, 6–1, [10–5]       |
| 胜   | 3–0   | 2020年12月 | ITF马德里，西班牙                 | 15,000 | 室内红土 | 安赫拉·菲塔·博卢达 | 巴尔巴拉·加蒂卡 雷贝卡·佩雷拉              | 7–6(4), 1–6, [10–5]    |
| 胜   | 4–0   | 2021年1月  | ITF马纳科尔，西班牙               | 15,000 | 硬地     | 安赫拉·菲塔·博卢达 | 伊莲娜·因-阿尔邦 瓦伦蒂娜·里斯尔           | 6–1, 4–6, [10–5]       |
| 负   | 4–1   | 2021年1月  | ITF马纳科尔，西班牙               | 15,000 | 硬地     | 安赫拉·菲塔·博卢达 | 伊莲娜·因-阿尔邦 卡米拉·罗萨泰罗           | 6–7(3), 7–6(9), [5–10] |
| 胜   | 5–1   | 2021年3月  | ITF马纳科尔，西班牙               | 15,000 | 硬地     | 安赫拉·菲塔·博卢达 | 伊莲娜·因-阿尔邦 雷贝卡·马萨洛娃           | 6–2, 5–7, [10–8]       |
| 负   | 5–2   | 2021年5月  | ITF普拉贾达罗，西班牙             | 25,000 | 红土     | 亚历克莎·埃亚拉    | 奥安娜·乔治塔·西米翁 尤斯蒂娜·米库尔斯凯特 | 3–6, 5–7               |
| 胜   | 6–2   | 2021年7月  | 比阿里茨网球公开赛, 法国          | 60,000 | 红土     | 丹妮拉·维斯曼      | 莎拉·贝丝·格雷 马加利·肯彭                 | 6–3, 7–6(5)            |
| 胜   | 7–2   | 2021年8月  | 马斯帕洛马斯, 西班牙              | 60,000 | 红土     | 叶林娜·阿瓦涅相    | 阿里安娜·哈托诺 奥利维亚·姜杜拉米利亚      | 7–5, 6–2               |
| 负   | 7–3   | 2021年9月  | 瓦伦西亚公开赛, 西班牙            | 80,000 | 红土     | 安赫拉·菲塔·博卢达 | 伊萨琳·博纳旺蒂尔 叶卡捷琳·戈尔戈泽        | 2–6, 6–2, [6–10]       |
| 负   | 7–4   | 2022年4月  | 塞纳-马恩网球公开赛, 法国         | 60,000 | 室内硬地 | 索菲娅·兰瑟雷      | 伊莎贝尔·哈弗拉格 尤斯蒂娜·米库尔斯凯特    | 4–6, 2–6               |
| 负   | 7–5   | 2022年4月  | 贝林佐纳女子网球公开赛, 瑞士      | 60,000 | 红土     | 克谢尼娅·克诺尔    | 艾丽西亚·巴尼特 奥利维亚·尼科尔斯          | 7–6(7), 4–6, [7–10]    |
| 负   | 7–6   | 2022年4月  | 基亚索网球公开赛, 瑞士            | 60,000 | 红土     | 阿利奥娜·博尔索娃  | 阿纳斯塔西娅·德西乌克 米丽娅姆·什科赫      | 3–6, 6–1, [8–10]       |
| 胜   | 8–6   | 2023年1月  | 安德烈齐厄-布托农网球公开赛, 法国 | 60,000 | 室内硬地 | 索菲娅·兰瑟雷      | 康尼·佩兰 伊琳娜·希曼诺维奇                | 6–3, 6–0               |

## 青少年大满贯赛事决赛

### 双打：3次（2个冠军，1个亚军）
| 结果 | 年份 | 赛事               | 场地类型 | 搭档            | 对手                                 | 比分          |
| ---- | ---- | ------------------ | -------- | --------------- | ------------------------------------ | ------------- |
| 负   | 2019 | 温布尔登网球锦标赛 | 草地     | 卡米拉·巴托内   | 萨凡纳·布罗德斯 阿比盖尔·福布斯      | 5–7, 7–5, 2–6 |
| 胜   | 2019 | 美国网球公开赛     | 硬地     | 卡米拉·巴托内   | 奥班·德鲁盖特 塞莱娜·亚尼契耶维奇    | 7–5, 7–6(8–6) |
| 胜   | 2021 | 法国网球公开赛     | 红土     | 亚历克莎·埃亚拉 | 玛丽亚·邦达连科 亞瑪莉沙·基亞拉·托特 | 6–0, 7–5      |